# Cattedrale di San Luigi Re (Haifa)
La Cattedrale di San Luigi Re (in arabo  كاتدرائية القديس لويس الملك‎?; in ebraico  קתדרלת לואי הקדוש‎?), o comunemente conosciuta come chiesa maronita di San Luigi, è un luogo di culto cattolico di rito siriaco occidentale situato ad Haifa, città nel nord di Israele. 

## Storia
La chiesa, dedicata e intitolata al re cattolico Luigi IX di Francia (1214-1270), fu costruita dagli architetti Ibrahim Nasrallah e Salim Khoury. I lavori per la costruzione iniziarono nel dicembre 1883, mentre le fondamenta furono completate nel gennaio dell'anno successivo. I lavori furono interrotti il 24 agosto 1885, a causa della mancanza di fondi, tuttavia ripresero nell'agosto 1887 e la cattedrale fu completata nel novembre 1889.

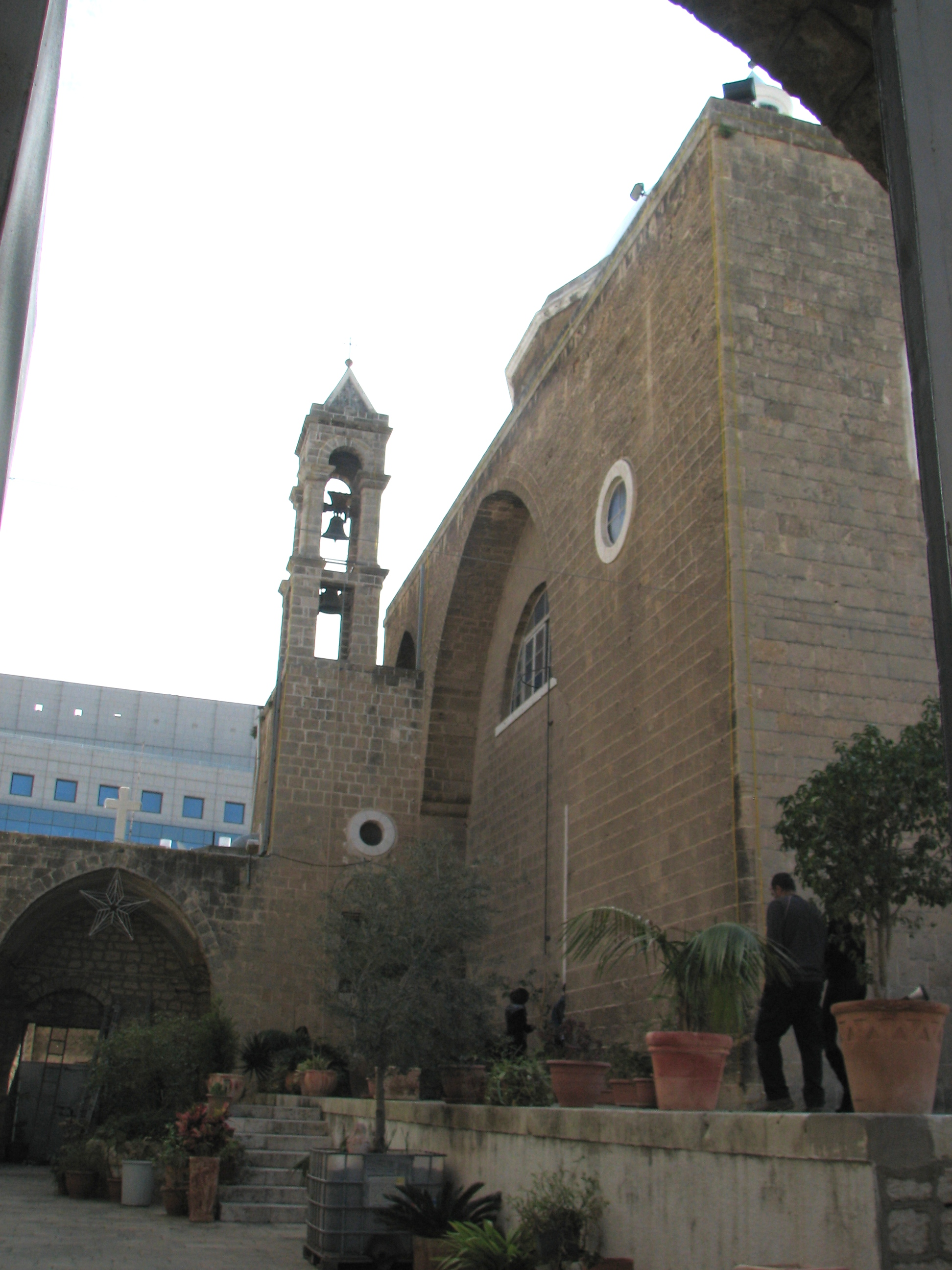
La cattedrale fotografata da un'altra prospettiva.

Dal 1996, quando papa Giovanni Paolo II eresse l'arcieparchia di Haifa e Terra Santa (in latino: Archieparchia Ptolemaidensis Maronitarum in Terra Sancta), la cattedrale di San Luigi Re funge da sede ufficiale di quest'ultima.